# Cumberland (Unitary Authority)
Cumberland ist eine Unitary Authority in der Zeremoniellen Grafschaft Cumbria in England. Der offizielle Sitz ist in Carlisle. Cumberland wurde am 1. April 2023 durch die Fusion der drei Districts Allerdale, Carlisle und Copeland gebildet. Es umfasst 77 % der Fläche und 90 % der Bevölkerung der historischen Grafschaft Cumberland.

## Siedlungen
Die größte Stadt in der Unitary Authority ist Carlisle. Andere Städte sind:
| Ehemaliger District | Ehemaliger Verwaltungssitz | andere Städte                                                   |
| ------------------- | -------------------------- | --------------------------------------------------------------- |
| Allerdale           | Workington                 | Aspatria Cockermouth Harrington Keswick Maryport Silloth Wigton |
| Carlisle            | Carlisle                   | Brampton Dalston Longtown                                       |
| Copeland            | Whitehaven                 | Arlecdon and Frizington Cleator Moor Egremont Millom St Bees    |

### Partnerschaften
| Ort         | Partnerstadt                  |
| ----------- | ----------------------------- |
| Carlisle    | Flensburg Słupsk, Polen       |
| Cockermouth | Marvejols, Frankreich         |
| Whitehaven  | Kozloduy, Bulgarien           |
| Workington  | Selm Val-de-Reuil, Frankreich |